# Wake Shield Facility
Wake Shield Facility (WSF) – amerykański satelita technologiczny wielokrotnego użytku. Służył do badań z zakresu materiałoznawstwa i technologii produkcji półprzewodników. Trzykrotnie wynoszony w przestrzeń kosmiczną w latach 1994–1996.

## Budowa i działanie
Satelita został zbudowany i był nadzorowany przez Space Vacuum Epitaxy Center (SVEC) przy Uniwersytecie w Houston. SVEC zawiązało konsorcjum w celu prac nad WSF w 1987. Masa startowa statku wynosiła 1935 kg. Średnica statku, o bardzo płaskim kształcie przypominającym tarczę (ang. shield), wynosiła 3,7 metra. Statek był transportowany w pozycji horyzontalnej, zajmując ok. 1/4 przestrzeni ładunkowej promu kosmicznego.
Po stronie przeciwnej do kierunku lotu umieszczone były pojemniki z ładunkiem użytecznym: eksperymentami produkcji (epitaksja) półprzewodników w warunkach bardzo wysokiej próżni.
Takie umieszczenie eksperymentów, po stronie nazywanej wake side, zapewniało jeszcze lepszej jakości próżnię niż przeciętna w przestrzeni kosmicznej. Frontowa płaszczyzna statku „odgarniała” bowiem atmosferę śladową i tworzyła za sobą jeszcze większą próżnię. Była ona od 100 do 10 000 razy lepszą niż przeciętna, chociaż naukowcy spodziewali się osiągnąć próżnię nawet milion razy lepszą.
Eksperymenty dotyczyły wzrostu m.in. arsenku galu czy AlGaAs za pomocą technologii epitaksji wiązką molekularną (molecular beam epitaxy, MBE).

## Pobyt w kosmosie

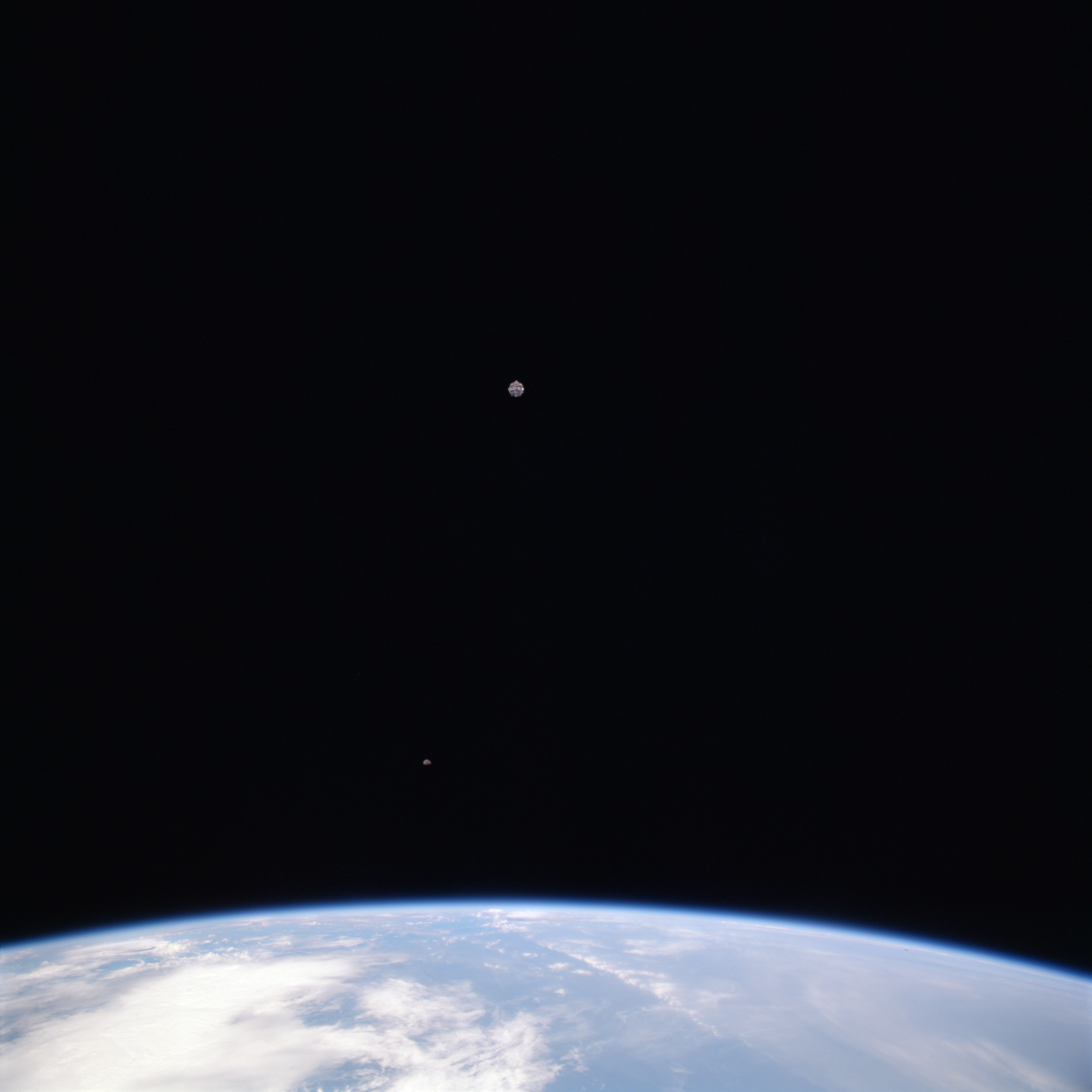
Satelita Wake Shield Facility lecący za wahadłowcem Endeavour w misji STS-69

Satelita był trzykrotnie wynoszony przez wahadłowce kosmiczne w latach 1994–1996. W ciągu każdej z misji satelita był wypuszczany w przestrzeń kosmiczną, a następnie z powrotem przechwytywany i powracał na Ziemię.
Lista startów:
- 3 lutego 1994, 12:10 GMT, misja STS-60; orbita 350 km × 359 km × 57° × 91,60 minuty. Wypuszczenie WSF nie powiodło się z uwagi na problemy z jego systemem utrzymywania pozycji. Satelita pozostawał połączony z wahadłowcem do 11 lutego 1994, aby umożliwić pracę satelicie MatLab-1[3][5].
- 7 września 1995, 15:09 GMT, misja STS-69; orbita 397 km × 405 km × 28,5° × 92,60 minuty; przechwycony 18 września 1995. Misja została zakończona wcześniej z uwagi na przegrzewanie się podzespołów satelity[3].
- 19 listopada 1996, 19:55 GMT, misja STS-80; orbita 347 km × 359 km × 28,5° × 91,60 minuty; przechwycony 7 grudnia 1996.